# Víctor García de la Concha
Víctor García de la Concha (Villaviciosa, Asturias, 2 de enero de 1934) es un filólogo español. Fue el vigesimoctavo director de la Real Academia Española entre 1998 y 2010. Su tercer mandato le había sido concedido a título extraordinario, puesto que lo ordinario son dos. Actualmente es director honorario de la misma. Asimismo, fue director del Instituto Cervantes entre 2012 y 2017.

## Biografía
Nacido en Villaviciosa (Asturias), estudió en el Seminario de Oviedo y se licenció en Teología por la Universidad Gregoriana de Roma. En los años sesenta, como sacerdote, fue colaborador del entonces arzobispo de Oviedo, Vicente Enrique y Tarancón.  Es sacerdote secularizado. Se licenció en Filología por la Universidad de Oviedo y dedicó su tesis doctoral a Los senderos poéticos de Ramón Pérez de Ayala (1970). Obtuvo el premio extraordinario del Doctorado y el Premio José Fernández a la mejor tesis de 1968-1970. Posteriormente fue profesor de instituto y catedrático de Literatura Española en las universidades de Valladolid, Murcia, Zaragoza y Salamanca.
En la Universidad de Salamanca puso en marcha varias iniciativas, como la Academia Literaria Renacentista y los encuentros literarios de Verines (Pendueles, Asturias). En 1984 colaboró como guionista y asesor histórico para la serie que Televisión Española dedicó a Teresa de Jesús.
Ha sido investido honoris causa por las universidades americanas de Brown (1997), Ricardo Palma (2000), Pedagógica Nacional Francisco Morazán (2000), La Habana (2001), Autónoma de Nicaragua (2009) y Guadalajara (2010) y por las españolas de Valladolid (2001), Alcalá de Henares (2004), Antonio Nebrija (2009), León (2014) y Salamanca (2016). Es también, desde 2000, profesor honorario de la Universidad Nacional Mayor de San Marcos (Perú) y catedrático honorario de la Universidad Rafael Landívar (Guatemala).
En mayo de 1992 ingresó en la Real Academia Española como miembro de número, ocupando el sillón con la letra «c». En diciembre de ese año fue nombrado secretario, y en diciembre de 1998 director, cargo para el que fue reelegido en 2002 y 2006 y que ocupó hasta 2010. Entre 1999 y 2010 fue presidente de la Asociación de Academias de la Lengua Española y desde 2011 es director honorario de la Real Academia Española y presidente de honor de la Asociación de Academias de la Lengua Española. En enero de 2012 fue nombrado director del Instituto Cervantes, cargo que desempeñó hasta 2017, en que es sustituido por Juan Manuel Bonet.
En 2014 participó en el proyecto «Cómicos de la lengua», con un comentario académico sobre Teresa de Jesús. Ese mismo año presentó su libro La Real Academia Española. Vida e historia, en el marco de los actos conmemorativos del III Centenario de la institución. En 2015 inauguró en Ávila el congreso mundial «Teresa de Jesús, patrimonio de la humanidad», con una ponencia sobre La reforma literaria de Teresa de Jesús.

## Obra

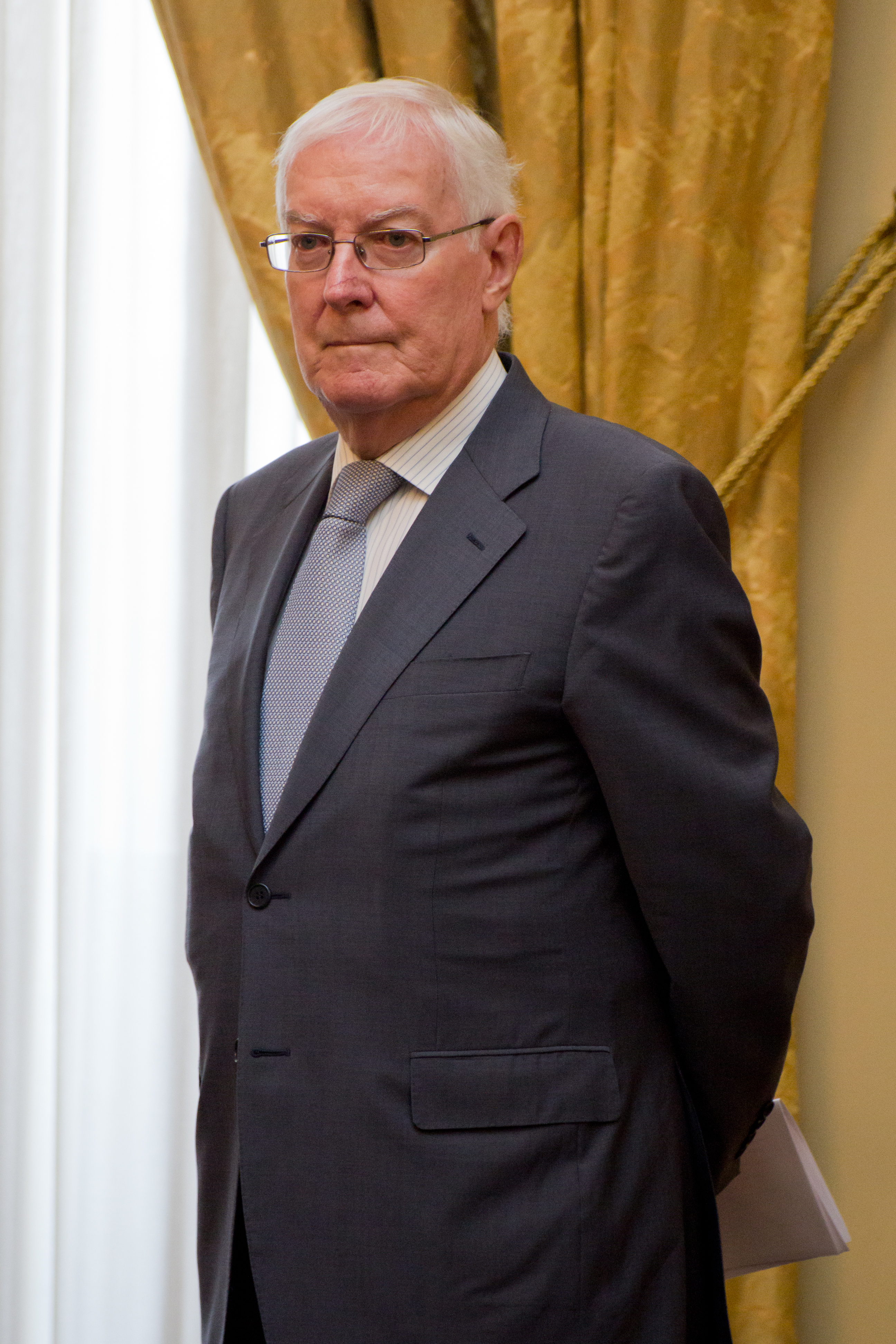
Víctor García de la Concha durante el editatón de 2014 en la Biblioteca Nacional de España

Es autor de una extensa obra de investigación filológica, siendo especialista en literatura hispánica del Renacimiento y en los escritores místicos del siglo XVI (dedicó numerosos estudios a San Juan de la Cruz, Fray Luis de León y Santa Teresa de Jesús). También estudió a fondo la poesía española del siglo XX, con investigaciones sobre Juan Ramón Jiménez, Antonio Machado, Moreno Villa o León Felipe. Ha dirigido la revista Ínsula y las colecciones Austral y Clásicos Castellanos de la Editorial Espasa-Calpe.
Durante su etapa como director de la Real Academia Española, potenció la relación con las Academias americanas con el objetivo de alcanzar una política lingüística panhispánica; fruto de dicho trabajo fueron el Diccionario panhispánico de dudas (2005), la Nueva gramática de la lengua española (2009), el Diccionario de americanismos (2010) y una nueva edición de la Ortografía de la lengua española (2010).
Entre sus publicaciones destacan:
- La poesía española de posguerra (1973)
- El arte literario de Santa Teresa (1978)
- León Felipe: itinerario poético (1986)
- La poesía española de 1935 a 1975 (1987)
- Nueva lectura del Lazarillo (1993)
- Al aire de su vuelo: estudios sobre Santa Teresa, fray Luis de León, san Juan de la Cruz y Calderón de la Barca (2004)
- Cinco novelas en clave simbólica (2010)
- Coordinación de la edición facsimilar del códice Durán-Masaveu, cuaderno autógrafo de Lope de Vega (2011)
- Breviario de amor (2019)

## Premios y reconocimientos
- Medalla del Principado de Asturias (1998).
- Medalla de Oro de la Ciudad de Salamanca (1999).
- Premio Castilla y León de las Ciencias Sociales y Humanidades (2003).[12]
- Medalla de Honor de la Universidad Internacional Menéndez Pelayo (2003).[7]
- Premio Lázaro Carreter (2009).[13]
- Caballero de la Orden del Toisón de Oro (2010).[14]

Armas de don Víctor García de la Concha como caballero de la Insigne Orden del Toisón de Oro.

- Premio Internacional Menéndez Pelayo (2011).[1]
- Premio a la Trayectoria Profesional, en los Premios Vodafone de Periodismo (2012).[15]
- Premio a las Ciencias Sociales de la Fundación Marazuela (2012).[16]
- Banda de la Orden Mexicana del Águila Azteca (2015)[17]